# Kim Hyo-gi
Đây là một tên người Triều Tiên, họ là Kim.
Kim Hyo-Gi (tiếng Hàn: 김효기; sinh ngày 3 tháng 7 năm 1986) là một cầu thủ bóng đá Hàn Quốc thi đấu ở vị trí tiền đạo cho Gyeongnam FC ở K League 1.